# Где Ахмед?
«Где Ахмед?» (азерб. Əhməd Haradadır?) — советская кинокомедия снятая на киностудии «Азербайджанфильм». Сюжет рассказывает о двух молодых людях, которые, выступив против старых традиций и обычаев, получили возможность строить свою личную жизнь по собственному желанию.

## Сюжет
Герои фильма мастер Ахмед и доярка Лейла выступают против старых традиций и обычаев, желая по своему строить свою личную жизнь. Приехавший в гости к родителям Ахмед, узнаёт, что его намереваются женить, не спросив его мнения. Возмущённый этим, он покидает родительский дом. Такая же ситуация складывается и у Лейлы, которую хотят насильно выдать замуж, и она уезжает в город. Родители Ахмеда отправляются на поиски своих детей, встречаясь во время скитаний со множеством людей. Между тем Ахмед и Лейла встретились, познакомились и полюбили друг друга. Нашедшие их родители были счастливы, узнав об этом, поскольку они хотели поженить именно Ахмеда и Лейлу.

## В ролях
- Сиявуш Шафиев[азерб.] — Ахмед
- Тохфа Азимова — Лейла
- Мамедрза Шейхзаманов — Ширин
- Наджиба Меликова — Наргиз
- Эльхан Касимов[азерб.] — шофёр Ахмед
- Нона Пачуашвили — сестра Ахмеда Джейран
- Мустафа Марданов — Мамед
- Ага Гусейн Джавадов — мастер Ахмед
- Лютфали Абдуллаев — Зулумов
- Эльданиз Зейналов — маляр Ахмед
- Елена Толстова — Айбениз
- Сиявуш Аслан — Рамиз
- Новруз Ахундов[азерб.] — Октай
- Алиага Агаев — кассир
- Аманулла Расулов — Марданзаде (прораб)
- Абдул Махмудов — сельский житель
- Мамедсадыг Нуриев — рабочий Ахмед
- Амалия Панахова — Масма
- Талят Рахманов — сельский житель
- Башир Сафароглы — пьяный Ахмед
- Юсиф Юлдус[азерб.] — Юсиф

## Интересные факты
Для Сиявуша Шафиева, Эльхана Касимова, Эльданиза Зейналова, Новруза Ахундова и Амалии Панаховой роли в фильме «Где Ахмед?» стали дебютными актёрскими работами.